# Riitta Pitkänen
Riitta Pitkänen (8 luglio 1977) è un'ex sciatrice alpina finlandese.

## Biografia
Specialista delle prove tecniche originaria di Mikkeli attiva dal novembre del 1994, in Coppa Europa la Pitkänen esordì il 17 febbraio 1997 ad Astún/Candanchú in slalom speciale, senza completare la prova, e ottenne il primo podio il 26 gennaio 1998 a Rogla nella medesima specialità (2ª). Sempre nel 1998 e sempre in slalom speciale esordì in Coppa del Mondo, il 1º marzo a Saalbach-Hinterglemm senza completare la prova, conquistò la sua unica vittoria in Coppa Europa, il 13 marzo a Bardonecchia, e ottenne il miglior piazzamento in Coppa del Mondo, il 3 dicembre a Mammoth Mountain (26ª).
Il 19 gennaio 1999 salì per l'ultima volta sul podio in Coppa Europa, a Lachtal in slalom speciale (3ª), e ai successivi Mondiali di Vail/Beaver Creek 1999, sua unica presenza iridata, si classificò 29ª nello slalom gigante e 5ª nello slalom speciale. Prese per l'ultima volta il via in Coppa del Mondo l'8 marzo 2003 a Åre in slalom speciale, senza completare la prova, e si ritirò durante la stagione 2003-2004; la sua ultima gara fu uno slalom speciale FIS disputato il 17 gennaio a Tahko. Non prese parte a rassegne olimpiche.

## Palmarès

### Coppa del Mondo
- Miglior piazzamento in classifica generale: 116ª nel 1999

### Coppa Europa
- Miglior piazzamento in classifica generale: 8ª nel 1998
- 5 podi:
  - 1 vittoria
  - 2 secondi posti
  - 2 terzi posti

#### Coppa Europa - vittorie
| Data          | Località     | Paese  | Specialità |
| ------------- | ------------ | ------ | ---------- |
| 13 marzo 1998 | Bardonecchia | Italia | SL         |

Legenda:

SL = slalom speciale

### Campionati finlandesi
- 6 medaglie:
  - 1 oro (slalom gigante nel 1998)
  - 2 argenti (slalom gigante/1 nel 1996; slalom speciale nel 1998)
  - 3 bronzi (slalom gigante/2 nel 1996; slalom gigante, slalom speciale nel 2002)